# Mistrzostwa świata w szachach 1890

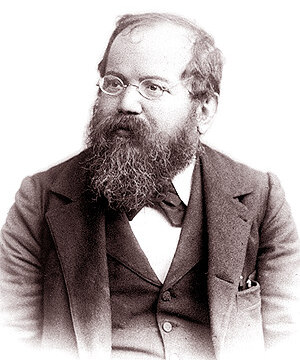
Mistrz świata 1890,
Wilhelm Steinitz

Mecz pomiędzy obrońcą tytułu Wilhelmem Steinitzem a węgierskim szachistą Isidorem Gunsbergiem rozegrany w Nowym Jorku między 9 XII 1890 r. a 22 I 1891 r. Zwycięzcą miał zostać ten, kto pierwszy wygra 10 partii lub osiągnie wynik 10½ punktów. Wygrał Steinitz 10½ – 8½.
Mecz zasłynął w historii szachów z dwóch powodów: Po pierwsze - grano o najniższą w historii stawkę (250 dolarów). Po drugie - XVI partię tego meczu Steinitz przegrał już po 21 posunięciach. Była to najkrótsza partia jaką przegrał aktualny mistrz świata w oficjalnych meczach o tytuł.

## Wyniki w poszczególnych partiach
|                  | 1 | 2 | 3 | 4 | 5 | 6 | 7 | 8 | 9 | 10 | 11 | 12 | 13 | 14 | 15 | 16 | 17 | 18 | 19 | Punkty |
| ---------------- | - | - | - | - | - | - | - | - | - | -- | -- | -- | -- | -- | -- | -- | -- | -- | -- | ------ |
| Wilhelm Steinitz | ½ | 1 | ½ | 0 | 0 | 1 | 1 | ½ | ½ | 1  | ½  | 0  | 1  | ½  | ½  | 0  | ½  | 1  | ½  | 10½    |
| Isidor Gunsberg  | ½ | 0 | ½ | 1 | 1 | 0 | 0 | ½ | ½ | 0  | ½  | 1  | 0  | ½  | ½  | 1  | ½  | 0  | ½  | 8½     |